# اسفنج‌ضدبارداری
اسفنج ضدبارداری ترکیبی از روش‌های سدی و اسپرم‌کش جهت پیشگیری از لقاح است. این محصول با نام‌های تجاری فارماتکس و پروتکت‌اید و تودی به بازار عرضه شده‌است. فارامتکس در کشور فرانسه و همین‌طور استان کبک کانادا عرضه می‌شود؛ و پروتکت‌اید در دیگر شهرهای کانادا و کشورهای اروپایی در بازار موجود هستند. در ایالات متحده آمریکا این محصول با نام تودی عرضه می‌شود. این اسفنجها به دو شکل کار می‌کنند. در روش نخست اسفنج در داخل مهبل قرار داده می‌شود تا دهانه رحم را بپوشاند و از ورود اسپرم به رحم جلوگیری کند. روش دوم بدین صورت است که اسفنج با اسپرم‌کش تولید شده‌است و از آن جهت جلوگیری از حرکت اسپرم استفاده می‌شود.
اسفنج‌ها پیش از آمیزش جنسی در داخل مهبل قرار می‌گیرند و بایستی در گردن رحم قرار گیرند تا مؤثر باشند. این اسفنج‌ها هیچگونه محافظتی را در برابر بیماری‌های آمیزشی ایجاد نمی‌کنند.